# Fuga Africana: јужноафричка кратка прича
Fuga Africana: јужноафричка кратка прича је збирка приповедака објављена 1997. године коју је приредила и превела Надежда Обрадовић. Књигу је објавила издавачка кућа Просвета из Београда.

## О приређивачу
Надежда Обрадовић је дипломирала језике на Филозофском факултету у Београду. Приредила је и превела неколико књижевних часописа који су посвећени афричкој књижевности. Приредила је преко сто емисија за радио канале посвећених углавном афричкој књижевности. Била је члан удружења за афричку књижевност, САД.

## Аутори приповедака
Аутори приповедака који су заступљени у књизи су:
- Алан Патон
- Надин Гордимер
- Мбулело Мзамане
- Блок Модисан
- Дорис Лесинг
- Беси Хед
- Егнис Сам
- Левис Нкоси
- Фарида Кародиа
- Мафика Гвала
- Кејси Мотсиси
- Алекс ла Гума
- Синдиве Магона
- Кајзес Нгвења

## О књизи
Fuga Africana : јужноафричка кратка прича је збирка изабраних прича најпознатијих јужноафричких писаца али и неколико прича мање познатих или непознатих аутора. Све те приче употпуњују слику Африке која је донедавно раздирана апархејдом, полицијском диктатуром и криминалом.
Четрнаест прича четрнаест аутора чине ову збирку приказом револуционарне свести која је на путу ка слободи мисли и говора и ослобађању народа стега ропства и заточеништва.
Многи аутори ових прича су били мета забрана, тешке борбе, као и прогона из своје земље, приморани да побегну са афричког тла.